# Wereldvluchtelingendag

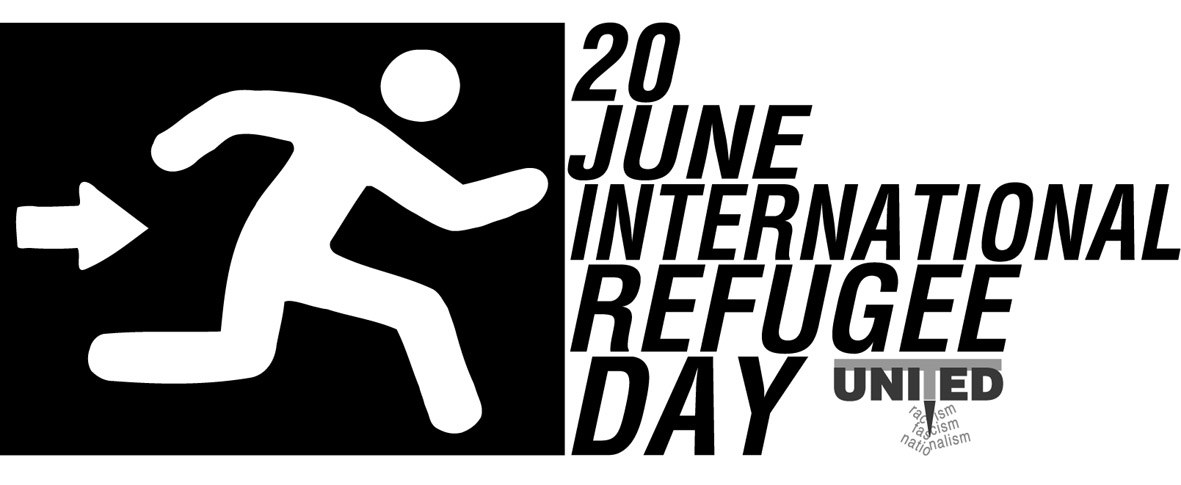
Logo

De Wereldvluchtelingendag (Engels: World Refugee Day) is een speciale internationale dag die jaarlijks op 20 juni plaatsvindt en gewijd is aan de vluchtelingenproblematiek.
Het doel ervan is middels activiteiten de publieke aandacht hierop te vestigen. De dag werd in 2000 ingesteld via een speciale resolutie door de Algemene Vergadering van de Verenigde Naties om begrip voor vluchtelingen aan te kaarten en hun bijdragen aan de vrede te vieren. Wereldvluchtelingendag krijgt in meer dan honderd landen aandacht, vaak georganiseerd door de nationale afdeling van het Hoog Commissariaat voor de Vluchtelingen.
Wereldvluchtelingendag is hiermee een internationale dag die door de Verenigde Naties is aangewezen om vluchtelingen over de hele wereld te eren en aandacht op te roepen voor de kracht en moed van mensen die genoodzaakt blijken hun thuisland te ontvluchten om te ontsnappen aan conflicten of vervolging. Daardoor is het een gelegenheid om empathie en begrip voor hun benarde situatie op te bouwen en hun veerkracht te erkennen bij het opnieuw opbouwen van hun leven.

## Nederland
In Nederland wordt jaarlijks omstreeks Wereldvluchtelingendag als evenement door de Nederlandse Stichting Vluchteling de Nacht van de Vluchteling georganiseerd, een wandelmars die op meerdere plaatsen in het land tegelijkertijd om middernacht van start gaat en voert over een afstand van 40 km en sinds 2022 op meerdere plaatsen ook over kortere afstanden. Dit gebeurt enerzijds om middels de publiciteit die het evenement trekt de aandacht te vestigen op de wereldwijde problematiek van vluchtelingen die hun land van herkomst verlaten en die van andere ontheemden (internal displaced persons: personen die binnen hun eigen land elders veiligheid zoeken) en anderzijds om middels fundraising geld in te zamelen voor hulpprojecten op meerdere plaatsen in de wereld.
In 2021 werd dit evenement wegens de preventieve maatregelen i.v.m. de coronaproblematiek. die massale activiteiten wegens het besmettingsrisico van massale evenementen, uitgesteld tot in september. De opbrengst van de fundraising bedroeg ruim 950.000 euro. In 2022 kon het evenement weer volgens de oorspronkelijke opzet plaatsvinden in het weekend dat op de kalender het dichtst bij 20 juni staat, de vaste datum van de Wereldvluchtelingendag: namelijk in de nacht van zaterdag 18 op zondag 19 juni 2022. Gezamenlijk werd een bedrag van 1.140.070 euro opgehaald voor Stichting Vluchteling. De 2700 deelnemers liepen 40 kilometer in Amsterdam, Rotterdam, Den Haag, Utrecht, Nijmegen en Tilburg. 1400 mensen konden in enkele van deze plaatsen deelnemen aan een verkorte versie van 20 kilometer: te Amsterdam, Nijmegen, Rotterdam en Utrecht, met als starttijd 19.00 uur.
De hulporganisatie Stichting Vluchteling gebruikt het met de in de editie van 2022 aan de mars gekoppelde fundraisingsactie opgehaalde geld voor noodhulp-projecten in Syrië, Afghanistan, Mali, Bosnië en Herzegovina, Polen en Somalië. Deze noodhulp bestaat uit medische zorg, sanitaire voorzieningen, drinkwater en voedsel. Het project in Polen was speciaal opgezet voor de vluchtelingenstroom uit Oekraïne sinds het uitbreken van de Russisch-Oekraïense Oorlog. In 2023 werd de oorspronkelijke mars tussen Rotterdam en Den Haag weer hersteld, nadat er tweemaal achtereen in verband met de coronaproblematiek afzonderlijke marsen in Den Haag en Rotterdam waren gehouden.

## Achtergrond
Als datum werd voor 20 juni gekozen, omdat op deze dag in voorgaande jaren in een aantal Afrikaanse landen de Africa Refugee Day werd gehouden.

## Links
- VN-Vluchtelingenorganisatie UNHCR
- Stichting Vluchteling